# Писарев, Николай Эварестович
Никола́й Эварестович Пи́сарев (1807—1884) — государственный деятель Российской империи, действительный статский советник, губернатор Олонецкой губернии.

## Биография
Выходец из старинного дворянского рода. Сын отставного поручика Олонецкого мушкетёрского полка Эвареста Александровича Писарева (1779—1866) от его брака с Любовью Николаевной Судейкиной.
В 1825 году, после окончания Московского университетского пансиона, зачислен на службу в департамент внешней торговли Министерства финансов.
В 1837—1848 годах служил чиновником по особым поручениям, состоял правителем канцелярии Киевского генерал-губернатора Д. Г. Бибикова и пользовался его неограниченным доверием. Считался в администрации всемогущим человеком и имел в Киеве большой вес, хотя и ходили довольно неблагоприятные слухи о причинах его влияния. В городе говорили, что жена Писарева состояла в отношениях с Бибиковым.
20 июля 1848 года в чине действительного статского советника назначен губернатором Олонецкой губернии.
Писарев вынужден был уйти в отставку из-за скандального случая с пощёчиной, нанесённой ему в Кафедральном соборе Петрозаводска чиновником Матвеевым. 8 июля 1851 года был уволен с государственной службы.
После увольнения в отставку проживал в имении Истленево Тульской губернии, работал над мемуарами.

## Семья
Жена — Софья Гавриловна Вишневская (1815—1883), дочь Гавриила Ивановича Вишневского и тётка светлейшей княгини Юрьевской. По отзыву современника, была добрая и превосходная женщина, не отличавшаяся особенным умом и воспитанием. Но её добродушие, приветливость, чисто женская сердечность и красивая наружность делали её в высшей степени симпатичною. Дети:
- Любовь (26.08.1836—1909), в замужестве Д. В. Спечинским.
- Ольга (13.09.1839 — ?), в замужестве Малевинская.
- Елизавета (16.02.1849; Петрозаводск — ?), в замужестве фон Ломан.